# قیصریه (ترکیه)
قیصریه (به ترکی استانبولی: Kayseri) (به ترکی عثمانی: قیصری) با جمعیت ۱٫۰۰۰٫۰۰۰ تن، پایتختِ استان قیصریه در ترکیه است. این شهر، در کنارِ کوه‌های ارجی اس، و در ۳۲۰ کیلومتری جنوب شرقی آنکارا، جای گرفته‌است.
به‌طور میانگین، ۴۰۰۰ تن پناهنده در این شهر زندگی می‌کنند.
این شهر دارای هوای سرد می‌باشد، و تنها به‌اندازهٔ ۲۰ روز تا یک ماه هوای گرم دارد. دمای هوای این شهر در زمستان، تا ۳۰- درجه سانتی‌گراد رسیده است، و بیشترین دمای آن در تابستان، ۳۵ درجه می‌باشد.
قیصریه دارای کارخانجات متعدد تولید پارچه و پوشاک جین میباشد.

## ریشه نام
نام این شهر در ابتدا ماتساکا (به لاتین: Mazaca یا Mazaka) بود (بر مبنای عقیده رایج ارمنی‌ها فردی به نام میشاک پایه‌گذار و نام بخش این شهر بود) و استرابون هم از این شهر با همین نام یاد کرده‌است و در زمان او پایتخت استان رومی کیلیکیه بود.
این نام توسط آرکلائوس  (آخرین پادشاه کاپادوکیه از ۳۶ قبل از میلاد تا ۱۴ بعد از میلاد که یک دست‌نشانده و خراج‌گزار امپراتوری روم بود و در ۱۷ میلادی درگذشت) جهت ادای احترام به قیصر آگوستوس (مؤسس امپراتوری روم و وارث ژولیوس سزار) در زمان وفاتش در ۱۴ میلادی به Caesarea in Cappadocia یا «قیصریه در کاپادوکیه» تغییر یافت. این نام در زبان یونانی کوینه که گویش رایج در امپراتوری روم شرقی (بیزانس) بود به Καισάρεια (Kaisáreia) مبدّل شد و توسط بومیان (موسوم به یونانی‌های کاپادوکیه) استعمال می‌شد تا اینکه جمعیت یونانی آن در ۱۹۲۴ میلادی به‌کلی سرزمین کنونی ترکیه را ترک گفت. وقتی ترکان برای بار نخست در سال ۱۰۸۰ میلادی (پس از فتح ملازگرد) به آسیای صغیر وارد شده‌بودند همین نام را بکار بردند و متدرجاً بدل به Kayseri در زبان ترکی گردید و تاکنون همین نام مورد استعمال است.

## پیشینه
شهر عمده‌ی مرز خاوری ایالت قرامان قیساریه نام داشت که قیصریه نیز گفته می‌‌شد و همان Caesarea Mazaka در کاپادوکیه است. که در زمان سلجوقیان دومین شهر مهم روم محسوب می‌شد و قزوینی آن‌را پایتخت مملکت سلجوقیان می‌شمارد. در این شهر از اماکن مقدسه مسجدی را می‌توان ذکر نمود که به نام قهرمان دوره‌ی امویان ابومحمد بطال ساخته شده بود. حمدالله مستوفی گوید «قیصریه شهری بزرگ است قلعه‌ی آن‌را سلطان علاءالدین کیقباد سلجوقی بارو از سنگ تراشیده و در پای کوه ارجاست افتاده است»... در قیصریه قبر محمد بن حنفیه پسر علی بن ابیطالب واقع شده ... در آغاز قرن نهم قیصریه اولین شهر بزرگ آسیای صغیر بود که سپاهیان امیر تیمور آن‌را تسخیر کردند. قیصریه مورد حمله خسرو پرویز قرار گرفت و توانست آن شهر را فتح کند و یکی از افتخارات شاهان ساسانی فتح قیصریه بود

## بازگفت‌ها‌
زبان‌زدِ «برای یک دستمال، قیصریه‌ای را آتش می‌زند»، کنایه از این شهر و ماجرای به‌آتش‌کشیدنِ آن دارد.